# نيفيل بونير
نيفيل بونير (بالإنجليزية: Neville Bonner)‏ هو سياسي أسترالي، ولد في 28 مارس 1922 في أستراليا، وتوفي في 5 فبراير 1999 في إبسوتش في أستراليا. حزبياً، نشط في الحزب الليبرالي الأسترالي. وقد انتخب مندوب المؤتمر الدستوري الأسترالي 1998 عن دائرة كوينزلاند وقد انضم خلال فترته النيابية (2 فبراير 1998 – 13 فبراير 1998)  للكتلة البرلمانية Australians for Constitutional Monarchy ‏ وانتخب عضو مجلس الشيوخ الأسترالي ‏ عن دائرة كوينزلاند (11 يونيو 1971 – 4 فبراير 1983).